# Реже Нікольшбургер
Реже Нікольшбургер (угор. Nikolsburger Rezső) відомий також як Рудольф Нікольшбургер, 21 березня 1899, Будапешт  — грудень 1969, Нью-Йорк) — угорський футболіст, що грав на позиції нападника. Відомий, зокрема, виступами за «Ференцварош» і національну збірну Угорщини.

## Клубна кар'єра
У складі клубу «Ференцварош» дебютував наприкінці сезону 1919/20. Найбільш вдалим для гравця став сезон 1920—21 років, коли він забив за сезон 17 голів у чемпіонаті і 28 з врахуванням товариських матчів.
У 1923—1925 роках виступав у чехословацьких єврейських командах «Хакоах» (Оломоуц) і «Маккабі» (Брно), після чого повернувся до «Ференцвароша». Став з командою чемпіоном Угорщини у 1926 році, хоча зіграв у тому сезоні лише 2 матчі. У всіх змаганнях Нікольшбургер зіграв у складі «Ференцвароша» 102 матчі у яких забив 58 голів.. З них 53 матчі і 23 голи у чемпіонаті, 4 матчі і 2 гол у кубку країни, решту — у товариських матчах і турнірах.
Далі виступав у австрійській команді «Хакоах» (Відень), у складі якої за два сезони зіграв у чемпіонаті лише 2 матчі, у яких забив два м'ячі. Після чого, як і багато інших тогочасних угорських футболістів єврейського походження, перебрався до США, де грав у командах «Нью-Йорк Хакоах» і «Хакоах Олл-Старз».
Помер у Нью-Йорку в грудні 1969 року.

## Виступи за збірну
Єдиний матч у складі національної збірної Угорщини зіграв наприкінці 1920 року. Угорська збірна поступилась у домашньому товариському матчі збірній Австрії з рахунком 1:2.

### Статистика виступів за збірну
| Дата       | Місто    | Господарі | Результат | Гості   | Турнір           | Голи | Примітки |
| ---------- | -------- | --------- | --------- | ------- | ---------------- | ---- | -------- |
| 07/11/1920 | Будапешт | Угорщина  | 1 – 2     | Австрія | товариський матч | -    |          |
| Усього     |          | Матчів    | 1         |         | Голів            | 0    |          |

## Титули і досягнення
- Чемпіон Угорщини: 1925-26
- Срібний призер Чемпіонату Угорщини: 1921–22, 1924–25
- Бронзовий призер Чемпіонату Угорщини: 1919–20, 1920–21, 1922–23